# Рычков, Александр Дмитриевич
Александр Дмитриевич Рычков (род. 19 октября 1942, Улан-Удэ) — российский учёный в области прикладной математики.
Специализируется в области математического моделирования двухфазных течений с физико-химическими превращениями (в технических устройствах), доктор технических наук, профессор, лауреат Государственной премии СССР в области науки и техники (1985).

## Биография
Родился 19 октября 1942 г. в Улан-Удэ Бурятской АССР.
В 1959—1960 гг. работал в «Сибэнергомонтаж»: ученик слесаря, слесарь-монтажник, машинист компрессорной установки.
Окончил 3 курса Томского политехнического института, факультет теплоэнергетики (1960—1963), физико-технический факультет Томского государственного университета (ТГУ) по специальности «инженер-механик в области баллистики» (1965) и аспирантуру ТГУ (1968).
С 1968 г. в НИИ прикладной математики и механики при ТГУ: инженер, младший (1969), старший научный сотрудник (1970), зав. сектором (1975), зав. лабораторией (1977), старший научный сотрудник (1978).
С 1978 г. в Институте вычислительных технологий Сибирского отделения АН СССР / РАН: старший, ведущий (1987) научный сотрудник, зав лабораторией (1988—1993), ведущий (1993—2000), главный научный сотрудник (с 2000).
По совместительству преподавал в НГУ: доцент (1978—1984), профессор (1995—2011) кафедры вычислительных методов механики сплошной среды / математического моделирования.
Читал лекции по методам вычислений, параллельным вычислительным технологиям, математическому моделированию в науке и технике.
Также доцент (1980—1992), профессор (1992—2000) кафедры высшей математики Новосибирского электротехнического института (НГТУ); профессор кафедр высшей математики (2001), вычислительных систем (с 2004) Сибирского государственного университета телекоммуникаций и информации.
Ученые степени:
- кандидат технических наук, тема диссертации «Применение метода установления к численному решению некоторых задач газовой динамики» (1971);
- доктор технических наук, диссертация по специальной тематике (численное моделирование двухфазных реагирующих течений в газодинамических трактах ракетных двигателей твердого топлива) (1987).

Учёные звания:
- старший научный сотрудник по специальности «Механика жидкости, газа и плазмы» (1974);
- профессор по специальности «Механика жидкости, газа и плазмы» (1990).

Лауреат премии им. С. Бетехтина (1975), Государственной премии СССР в области науки и техники (1985 — за работы по спецтематике).
Автор более 1500 научных публикаций.
Сочинения:
- Математическое моделирование газодинамических процессов в каналах и соплах. Новосибирск, 1988. 222 с.
- Численный анализ на ЭВМ. Новосибирск, 1989. 42 с.
- Численные методы решения обыкновенных дифференциальных уравнений. Новосибирск, 1990. 54 с.
- Моделирование струйных течений в сталеплавильных конвертерах. Новосибирск, 2000. 187 с. (в соавт.)
- Введение в численные методы. Новосибирск, 2007. 178 с.
- Технология адаптивных сеток для численного решения прикладных задач: Монография. Новосибирск, 2011. 160 с. (в соавт.)